# Residenz Verlag
Der Residenz Verlag ist ein Verlag für Literatur und Sachbücher mit Sitz in Salzburg und Wien.

## Geschichte

### Gründung und Schwerpunkt
Der Residenz Verlag wurde 1956 von Wolfgang Schaffler in Salzburg gegründet und ging aus dem Festungsverlag hervor. In den ersten Jahren lag der Schwerpunkt bei Regional- und Sachbüchern, ab den 1960er-Jahren wurden junge österreichische Autoren und später auch deutsche und Schweizer Schriftsteller aufgenommen.
Der genaue Ursprung des Namens „Residenz Verlag“ ist nicht belegt. Laut Hörensagen wurde der Name in Anlehnung an die Salzburger Residenz gewählt. Da in den 1950er-Jahren vornehmlich Regionalia im Residenz Verlag herausgebracht wurden, scheint die Wahl eines Namens mit lokaler Verbundenheit naheliegend. Ebenso hat der „Festungsverlag“, aus dem der Residenz Verlag hervorging, seinen Namen wohl auch in Anlehnung an die Festung Hohensalzburg, dem Wahrzeichen der Stadt Salzburg erhalten.

### Eigentümer- und Leitungswechsel
1983 beschloss Wolfgang Schaffler, den Residenz Verlag an den Österreichischen Bundesverlag (ÖBV) zu verkaufen. 1984 wurde Jochen Jung, seit 1975 als Lektor für den Verlag tätig, zum zweiten Geschäftsführer bestellt.
Im Jahr 2002 wurde der Bundesverlag privatisiert und an den deutschen Ernst Klett Verlag verkauft. In dieser Zeit war Martina Schmidt für den Verlag verantwortlich. Im Dezember 2003 wurde das Niederösterreichische Pressehaus neuer Eigentümer und Herwig Bitsche übernahm die Verlagsleitung. Der Verlagssitz wechselte mit dieser Übernahme vorübergehend nach St. Pölten.
Der Verlag des Niederösterreichischen Pressehauses, NP Buchverlag, wurde 2006 als eigene Marke aufgegeben. Seither erscheinen alle Bücher der beiden Verlage unter dem Namen Residenz Verlag. Ende 2010 schloss der Verlag seine ursprüngliche Niederlassung in Salzburg.

### Heute
Seit 2010 führen die Verlagsleiterinnen Claudia Romeder (Programm) und Roswitha Wonka (Kaufmännisches) den Residenz Verlag. 2015 wurde die PDP Holding, hinter der Peter Daniell Porsche steht, neue Eigentümerin. In der Folge wurde der Hauptsitz des Verlags wieder nach Salzburg – in die „Kunstmühle“ in Salzburg-Gnigl – verlegt und ein weiterer Standort in Wien bezogen.

## Programm

### Deutschsprachige Literatur
Der Schwerpunkt des Programms liegt auf deutschsprachiger belletristischer Literatur, hier wiederum vornehmlich österreichische Autoren:
- H. C. Artmann
- Thomas Bernhard
- Max Blaeulich
- Alois Brandstetter
- Milena Flašar
- Barbara Frischmuth
- Reinhard P. Gruber
- Peter Handke
- Peter Henisch
- Franz Innerhofer
- Elisabeth Klar
- Barbi Marković
- Erika Pluhar
- Peter Rosei
- Susanne Scholl
- Julian Schutting
- Clemens Setz
- Cordula Simon
- Anna Weidenholzer
- Gernot Wolfgruber
- und viele andere

### Internationale Literatur
In den frühen 1980er-Jahren wurde auch internationale Literatur ins Programm aufgenommen, und es erscheinen regelmäßig Übersetzungen zeitgenössischer Autoren, vor allem aus Ost-, Mittel- und Nordeuropa, darunter Sofia Andruchowytsch, Bergsveinn Birgisson, Tanja Maljartschuk, Undinė Radzevičiūtė, Satu Taskinen u. v. a.

### Sachbuch
Neben der Belletristik widmet sich der Verlag im Sachbuchbereich den Themen Bildende Kunst, Klassische Musik, Zeitgeschichte, Biografien, den Themenfeldern Nachhaltigkeit und Politik. Ein vielfältiges Kunstbuchprogramm versammelt Monographien zu bedeutenden Künstlern des 19. und 20. Jahrhunderts sowie Architekturbände. In der Essayreihe Unruhe bewahren stellen Autoren wie Peter Bieri, Thomas Macho, Klaus Theweleit und Ilija Trojanow brisante gesellschaftspolitische Fragen.

## Mitgliedschaften
Der Residenz Verlag ist Mitglied im Hauptverband des Österreichischen Buchhandels.